# 1¹¹=1 (Power of Destiny)
1¹¹=1 (Power of Destiny) — единственный студийный альбом южнокорейского проектного бой-бенда Wanna One. Альбом был выпущен 19 ноября 2018 года компанией Swing Entertainment и Stone Music Entertainment. Альбом служит завершением деятельности группы до их расформирования в январе 2019 года.

## Предварительный релиз
30 октября 2018 года Wanna One выпустили тизерное видео, а также раскрыли название своего первого полного альбома под названием 1¹¹=1 (Power of Destiny), а с 31 октября по 4 ноября концептуальные фотографии были размещены на сайтах социальных сетей группы.
5 ноября группа представила ведущий сингл «Spring Breeze» и пред-релиз альбома. С 6 по 11 ноября группа выпустила концептуальные фотографии для приключенческой и романтической версий альбома.
Тизер клипа «Spring Breeze» был опубликован 13 ноября. Трек-лист был обнародован 15 ноября. Видео «Spring Breeze» было выпущено 19 ноября вместе с альбомом, а Billboard назвал песню «гладким танцевальным треком, который опирается на ритмичные синтезаторы и альт-рок-инструменты, разбрызгивая оркестровые струны, рожки и фортепианные элементы, чтобы создать волнующую мелодию». The Korea Times назвал песню альтернативным танцем. Видео показывает группу, выполняющую «четкую, интерпретирующую хореографию» наряду с интеркутными сценами группы.
Альбом был охарактеризован как содержащий песни о чувствах участников о предстоящем роспуске группы.

## Промоушен
Wanna One провели возвращение шоу в 22 ноября, 2018, который транслировался по всему миру на Mnet, M2, странице группы в Facebook и каналах YouTube Mnet Official, Mnet KPOP и M2. Возвращение шоу было предварительно записано и показано выступления группы и новых песен, а также обсуждение альбома. Они также продвигали альбом на различных южнокорейских музыкальных шоу, включая The Show, Show Champion, M Countdown, Music Bank, Show! Music Core и Inkigayo.

## Трек-лист
| №   | Название                                                  | Текст песни                       | Музыка                                                             | Arrangement                       | Длительность |
| --- | --------------------------------------------------------- | --------------------------------- | ------------------------------------------------------------------ | --------------------------------- | ------------ |
| 1.  | «Destiny» (Intro)                                         | 별들의전쟁 * (GALACTIKA) *        | 별들의전쟁 * (GALACTIKA) * 아테나                                  | 별들의전쟁 * (GALACTIKA) * 아테나 | 1:11         |
| 2.  | «Spring Breeze» (봄바람, "bombaram")                      | iHwak Flow Blow                   | iHwak Flow Blow                                                    | Flow Blow                         | 3:55         |
| 3.  | «One's Place» (집, "jip"; lit: "Home")                    | 정호현 (e.one)                    | 정호현 (e.one)                                                     | 정호현 (e.one)                    | 3:50         |
| 4.  | «Flowerbomb» (불꽃놀이, "bulkkonnori"; lit: "Fireworks")  | Ha Sungwoon O.R.O Vendors         | Ha Sungwoon O.R.O Vendors                                          | O.R.O Vendors                     | 3:37         |
| 5.  | «One Love» (묻고싶다, "mutgosipda"; lit: "I Want To Ask") | 13                                | 13                                                                 | 13                                | 3:30         |
| 6.  | «Deeper»                                                  | iHwak Royal Dive                  | Christian Fast Christoffer Lauridsen Didrik Thott iHwak Royal Dive | Royal Dive                        | 3:37         |
| 7.  | «Hide and Seek» (술래, "sullae")                          | MOT                               | MOT                                                                | MOT                               | 3:05         |
| 8.  | «Awake!»                                                  | 정호현 (e.one) Park Woojin        | 정호현 (e.one)                                                     | 정호현 (e.one)                    | 3:14         |
| 9.  | «12th Star» (12번째 별, "12beonjjae byeol")               | IMAGES 조은별                     | IMAGES 조은별                                                      | IMAGES                            | 3:59         |
| 10. | «Pine Tree» (소나무, "sonamu")                            | 별들의전쟁 * (GALACTIKA) * 아테나 | 별들의전쟁 * (GALACTIKA) * 아테나                                  | 별들의전쟁 * (GALACTIKA) * 아테나 | 4:00         |
| 11. | «Beautiful» (아름다울 (Part II), "areumdaul")             | Tenzo, Kebee                      | Tenzo Wooziq                                                       | Wooziq                            | 4:02         |

↑  CD only

## Чарты

### Еженедельные чарты
| Чарты (2018)                 | Высшая позиция |
| ---------------------------- | -------------- |
| Япония (Oricon)              | 3              |
| South Korean Albums (Gaon)   | 1              |
| США (Billboard World Albums) | 12             |

### Годовые чарты
| Чарты (2018)               | Позиция |
| -------------------------- | ------- |
| South Korean Albums (Gaon) | 6       |